# Capitoniscus australis
Capitoniscus australis là một loài chân đều trong họ Cryptoniscoidea incertae sedis. Loài này được Bourdon miêu tả khoa học năm 1981.